# Jonathan Swift
Jonathan Swift (Dublin, 30. studenog 1667. – Dublin, 19. listopada 1745.), irski književnik. 
Nakon školovanja na Trinity Collegeu i smrti ujaka koji ga je izdržavao od očeve smrti napušta Irsku. Radio je kao tajnik političara Eilliama Templea i instruktor djevojčice Esthere, koja će odigrati značajnu ulogu u njegovu životu i djelu (Stella u Dnevniku). Strastveno se zanimao za suvremene događaja i sudjelovao u političkom životu oštrim člancima. Oko 1710. napustio je vigovce i prešao u tabor torijevaca. Kao pisac bezobzirnih članaka u torijevskom časopisu Examiner, za kratko vrijeme postao je najistaknutija ličnost tadašnjeg engleskog novinarstva. Kad vigovci ponovo dolaze na vlast, Swift 1714. odlazi u Dublin u progonstvo. Bez sudjelovanja u javnom životu, bez prijatelja proživljava gorke i mračne dane, a uznapredovala je i teška bolest (tumor na mozgu) te je umro u dubokoj apatiji, slijep, gluh i gotovo nijem. Predmet njegove razotkrivajuće i razorne poruke nisu određeni pojedinci, sredine, staleži, događaji već ljudska narav koja se valja u moru gluposti.

## Djela
- Pinđarske ode
- Gulliverova putovanja
- Boj knjiga
- Legion Club
- Razmišljanja o dršku metle